# Episodi di Grace and Frankie (seconda stagione)
La seconda stagione della serie televisiva Grace and Frankie, composta da 13 episodi, è stata interamente pubblicata dal servizio on demand Netflix il 6 maggio 2016, anche in Italia.
| nº | Titolo originale | Titolo italiano        | Pubblicazione USA | Pubblicazione Italia |
| -- | ---------------- | ---------------------- | ----------------- | -------------------- |
| 1  | The Wish         | Il desiderio           | 6 maggio 2016     | 6 maggio 2016        |
| 2  | The Vitamix      | Il Vitamix             | 6 maggio 2016     | 6 maggio 2016        |
| 3  | The Negotiation  | La trattativa          | 6 maggio 2016     | 6 maggio 2016        |
| 4  | The Road Trip    | Il viaggio in macchina | 6 maggio 2016     | 6 maggio 2016        |
| 5  | The Test         | Il test                | 6 maggio 2016     | 6 maggio 2016        |
| 6  | The Chicken      | Il pollo               | 6 maggio 2016     | 6 maggio 2016        |
| 7  | The Boar         | Il cinghiale           | 6 maggio 2016     | 6 maggio 2016        |
| 8  | The Anchor       | L'Anchor               | 6 maggio 2016     | 6 maggio 2016        |
| 9  | The Goodbyes     | Gli addii              | 6 maggio 2016     | 6 maggio 2016        |
| 10 | The Loophole     | La scappatoia          | 6 maggio 2016     | 6 maggio 2016        |
| 11 | The Bender       | La sbornia             | 6 maggio 2016     | 6 maggio 2016        |
| 12 | The Party        | La festa               | 6 maggio 2016     | 6 maggio 2016        |
| 13 | The Coup         | Il colpo               | 6 maggio 2016     | 6 maggio 2016        |

## Il desiderio
- Titolo originale: The Wish
- Diretto da: Marta Kauffman
- Scritto da: Marta Kauffman & Howard J. Morris
- Canzone finale: Dream A Little Dream Of Me - The Mamas & The Papas

### Trama
Di ritorno a casa Sol, intendo a confessare la sua avventura con Frankie a Robert, trova quest'ultimo piegato sul tavolo del salone in stato di incoscienza. 
Una volta in ospedale, a seguito dell'infarto di Robert, quest'ultimo decide di voler sposare Sol prima del suo intervento di bypass.
Sol, quindi, non riesce a confessare quanto accaduto con Frankie a Robert e decide comunque di sposarlo prima dell'operazione.
Nel frattempo Mallory, accorsa in ospedale insieme alla sorella e ai figli di Sol, confessa ai ragazzi di essere nuovamente in dolce attesa, questa volta di due gemelli.

## Il Vitamix
- Titolo originale: The Vitamix
- Diretto da: Rebecca Asher
- Scritto da: Alexa Junge
- Canzone finale: Life Is Long - David Byrne & Brian Eno

### Trama
Una volta venuti a conoscenza dell'esito positivo dell'operazione al cuore di Robert, tutti i componenti della famiglia si occupano di compiti diversi per aiutare Sol nella gestione del matrimonio ormai saltato e delle altre faccende legate alla convalescenza di Robert.
Grace e Frankie si offrono di andare a casa dei rispettivi ex mariti, nonché la casa in cui abitava Grace, per occuparsi di prendere le cose necessarie a Robert. Una volta arrivate, però, le protagoniste si trovano di fronte all'ennesima prova palese di quanto i loro ex mariti siano innamorati l'uno dell'altro, ed intenti a costruire il loro futuro insieme. Questo rafforza ancora di più nelle protagoniste la convinzione di dover proseguire le loro vite autonomamente, delegando il loro compito per Robert ad una vicina.
I ragazzi inviano un messaggio di gruppo per comunicare a tutti gli invitati l'annullamento delle nozze, ma per errore Bud dice a tutti che Frankie e Sol sono andati a letto insieme. Fortunatamente Brianna riesce a "correggere" il testo del messaggio.

## La trattativa
- Titolo originale: The Negotiation
- Diretto da:Trent O'Donnell
- Scritto da:Billy Finnegan
- Canzone finale: The Yam - Fred Astaire & Ginger Rogers

### Trama
Brianna propone a Frankie di acquistare il suo lubrificante per la Say Grace, arrivando ad un accordo solo dopo una lunga trattativa.
Grace, sapendo di Mallory allettata a causa della gravidanza, decide di andare ad aiutarla con i bambini, ma una volta lì trova già la mamma di Mitch, alla quale Mallory aveva chiesto una mano.
Rober, ancora ricoverato in ospedale, ha un infermiere davvero particolare, il quale provocherà prima un piccolo battibecco con Sol, ma che si rivelerà infine una piacevole conoscenza. 
Intanto Frankie, intenta a riavvicinarsi a Jacob, lo segue al mercato contadino, riuscendo pienamente nel suo intento.

## Il viaggio in macchina
- Titolo originale: The Road Trip
- Diretto da: Arlene Sanford
- Scritto da: Nancy Fichman & Jennifer Hoppe-House
- Canzone finale: Roll Up Your Sleeves - Meg Mac

### Trama
Frankie, riesce a rintracciare Phil, il vecchio amore di Grace, convincendola ad andare a Mission Viejo per incontrarlo.
Sol, cerca in tutti i modi di non rimanere solo a casa con Robert, tornato ormai a casa dall'ospedale, per paura di confessargli quanto accaduto con Frankie.
Una volta a Mission Viejo Grace incontra Phil, ma purtroppo il risultato non sarà quello da lei voluto.
Intanto a Frankie viene ritirata la patente in quanto scaduta.

## Il test
- Titolo originale: The Test
- Diretto da:Andy Ackerman
- Scritto da: John Hoffman
- Canzone finale: Pressure Drop - Toots & The Maytals
- Guest star: Warren Berlinger (Bob)

### Trama
Grace decide di richiamare e riallacciare i rapporti con le sue vecchie amiche del Country Club, decidendo così di invitarle a pranzo.
Frankie è costretta a studiare per svolgere l'esame della patente, ma ai primi tentativi viene bocciata, essendo sotto effetto di marjuana quando studiava.
Grace, pure se inizialmente contenta di aver riallacciato i rapporti con le sue vecchie amiche, dopo poco si rende conto di quanto in realtà siano cambiate, e di quanto lei si senta attualmente più legata a Frankie che a loro.
Frankie decide che per riuscire a superare l'esame sarebbe stato necessario ricreare lo stesso ambiente nel quale studiava a casa anche alla motorizzazione. Così riesce a superare il test, anche se con una piccola restrizione.

## Il pollo
- Titolo originale: The Chicken
- Diretto da:Michael Showalter
- Scritto da: Julieanne Smolinski
- Canzone finale: Tuvan Improv End Title - Alash Ensemble Featuring Lily Tomlin

### Trama
Grace decide di intraprendere l'attività da tutor aiutando una giovane donna a trovare l'impiego ideale per lei.
Frankie prosegue la sua conoscenza con Jacob, che la invita a cena per il loro primo vero appuntamento. Durante la cena, Frankie, capisce ben presto che l'uomo desidera sicuramente da lei un rapporto fisico, oltre che spirituale. Dopo un'iniziale titubanza, aiutata anche da alcuni amici, Frankie capisce di avere le stesse intenzioni di Jacob, ma anche di aver tempi diversi da lui.
Grace, concentrando molte energie sulla giovane donna che sta aiutando, capisce che in realtà la persona ad avere davvero bisogno di un nuovo lavoro è proprio lei.
Sol, tornando a casa, trova una cena a sorpresa organizzata da Robert per lui, così decide che è arrivato il momento di confessargli il suo tradimento con Frankie.

## Il cinghiale
- Titolo originale: The Boar
- Diretto da: Michael Showalter
- Scritto da: Julieanne Smolinski
- Canzone finale: This Feeling - Alabama Shakes

### Trama
Sol, dopo aver confessato il suo tradimento a Robert, si ritrova a passare la notte dormendo nel patio di Frankie.
Frankie, dal canto suo, per evitare di trascorrere troppo tempo con il suo ex marito in casa, esce per andare a trovare Jacob.
Grace, riceve un messaggio inaspettato dal suo vecchio amore, Phil.
Intanto Coyote, ancora in attesa di una risposta da parte della sua madre biologica, scopre finalmente che anche lei è intenzionata ad incontrarlo.

## L'Anchor
- Titolo originale: The Anchor
- Diretto da: Melanie Mayron
- Scritto da: David Budin & Brendan McCarthy
- Canzone finale: Real Love - Beach House

### Trama
Grace viene invitata a pranzo fuori da Phil, mentre Frankie è intenta a continuare il suo progetto del lubrificante con Brianna.
Una volta all'incontro però Grace, scopre che Phil in realtà è ancora sposato.
Frankie scopre invece che nel suo lubrificante, come nella maggior parte dei prodotti messi in commercio da Say Grace, c'è l'olio di palma, il che la induce a fare un gesto molto audace per dimostrare la sua disapprovazione durante un meeting.
Grace, inizialmente sconvolta nel sapere che Phil sia ancora sposato, dopo scopre perché l'uomo fosse comunque uscito con lei.
Sol, dopo vari tentativi di riavvicinamento nei confronti di Robert, lo incontra dopo essere tornato a casa per prendere alcune delle sue cose. Robert però, ancora non è pronto per riprendere la loro relazione.

## Gli addii
- Titolo originale: The Goodbyes
- Diretto da: Jason Ensler
- Scritto da: Nancy Fichman & Jennifer Hoppe-House
- Canzone finale: Tell It Like It Is - Aaron Neville

### Trama
Grace, inizialmente totalmente immersa nella sua storia con Phil, dopo essersi interfacciata anche con Frankie, capisce che quello che sta succedendo fra lei e Phil non è giusto nei confronti di sua moglie. Coyote comunica ai suoi genitori di aver rintracciato la sua madre biologica, e di volergliela presentare. A differenza delle aspettative comuni, Frankie inizialmente si dimostra molto contenta della cosa, per poi dimostrare una leggera gelosia nei confronti della vera madre di Bud. Robert, intento a trascorrere le sue giornate in casa dopo la rottura con Sol, si reca al parco per cani con il suo amico Peter, dove incontra un affascinante uomo di mezza età. Grace cerca di rompere la sua frequentazione con Phil, ma le emozioni vanno oltre la ragione, e così la protagonista si lascia andare.

## La scappatoia
- Titolo originale : The Loophole
- Diretto da: Lee Rose
- Scritto da: Billy Finnegan
- Canzone finale: Should Have Know Better - Sufjan Stevens

### Trama
Grace, consapevole di quello che sta facendo, va a letto con Phil. La mattina dopo, però, Phil viene chiamato da casa in quanto la moglie è scappata.
Alla luce di ciò, Grace, si vede definitivamente costretta a chiudere ogni rapporto con lui.
Frankie, dopo quanto accaduto alla Say Grace, cerca di mediare con Brianna affinché possano raggiungere un compromesso; purtroppo però le cose non vanno come si aspettavano, coinvolgendo anche Sol e Robert nei panni di legali.

## La sbornia
- Titolo originale : The Bender
- Diretto da: Alex Hardcastle
- Scritto da: Brooke Wied & Alex Burnett
- Canzone finale: Misty Blue - Dorothy Moore

### Trama
Dopo tanto tempo fuori casa, Babe, amica e vicina di Grace e Frankie, torna per dare l'ultimo dei suoi famosi party prima di interrompere la sua vita a causa di una malattia irreversibile.
Grace e Frankie, venute a conoscenza della decisione di Babe hanno, come di consueto, reazioni opposte: Grace, è totalmente contraria a quanto deciso dall'amica e cerca in tutti i modi di farle cambiare idea, mentre Frankie, per quanto amareggiata e triste decide di supportare la decisione di Babe accettando di aiutarla.
Intanto Robert e Sol tornano insieme e decidono di cambiare casa.
Frankie presenta Jacob a Bud e Coyote, ma durante il loro pranzo vengono interrotti da una Grace totalmente sbronza.

## La festa
- Titolo originale : The Party
- Diretto da: Wendey Stanzler
- Scritto da: Alexa Junge
- Canzone finale: A Bushel And A Peck - Margaret Whiting & Jimmy Wakely

### Trama
Babe dà il suo ultimo party.
Grace cerca di riparare le cose con Frankie dopo l'episodio avvenuto davanti ai suoi figli e Jacob.
Nonostante le loro difficoltà, però, le donne si trovano infine unite per stare accanto alla loro amica fino all'ultimo momento.
Mallory, è preoccupata del suo rapporto con Mitch, convinta che lui la tradisca.